# Erol Toy
Pour les articles homonymes, voir Toy.
Erol Toy était un écrivain turc né le 1er octobre 1936 à Alaşehir et mort le 13 mars 2021.

## Biographie
Diplômé du collège, Erol Toy a commencé sa vie en travaillant depuis l'enfance. Après avoir exercé différents métiers, comme boulanger ou banquier, il crée la mutuelle des pêcheurs d'éponge paralysés à la suite de problèmes de décompression.
Installé à Istanbul, il devient syndicaliste en participant à la création du syndicat Bank-İş[réf. nécessaire].
Erol Toy, qui publiait ses écrits dans les journaux, a publié sa première histoire en 1952 dans la revue Çınar.
L'écrivain, qui dirige le conseil de YAZKO, traite dans ses romans des problèmes sociaux, économiques, et politiques de la Turquie. Erol Toy, qui utilise le réalisme social, s'est fait connaître auprès de son public par la première publication en 1974 de son roman İmparator (l'empereur) dont on[Qui ?] dit qu'il raconte la vie du milliardaire turc Vehbi Koç, fondateur du groupe Koç; le roman a été vendu à 1,5 million d'exemplaires, selon son éditeur[réf. nécessaire].
Erol Toy qui a publié des nouvelles, romans, essais et critiques, et dont plusieurs pièces de théâtre ont été jouées, a été reçu troisième au prix Ali Naci Karacan en 1962. Aucune de ses œuvres n'a pour l'instant été publiée en langue étrangère.

### Pir Sultan Abdal
En 1968, il écrit une pièce de théâtre consacrée au légendaire poète turc alévi Pir Sultan Abdal, qui aurait vécu au XVIe siècle. En 1969, une troupe de théâtre d'Ankara, les Halk Oyuncuları (les acteurs populaires) met en scène la pièce, et commence une tournée qui s'avère d'emblée tendue, d'autant plus qu'elle coïncide avec la campagne électorale pour les élections nationales. À Elazig, le 21 août, l'arrivée de la troupe est marquée par des incidents : les acteurs sont attaqués à coups de pierres et de bâtons. En conséquence, la préfecture interdit la représentation. Quelques jours plus tard, alors que les acteurs viennent d'arriver dans la ville de Tunceli (Dêrsim), le préfet y interdit aussi la pièce, pour éviter que ne se reproduisent les incidents d'Elazig. Mais cette mesure provoque des protestations et une émeute. La police ouvre le feu sur la foule, et deux manifestants (Mehmet Doğan Kılan et Aziz Günel) sont tués, tandis que huit autres sont blessés. Les acteurs, ainsi qu'une centaine de personnes, dont les dirigeants locaux du Parti des travailleurs de Turquie, comme Kemal Burkay, sont arrêtés, placés en garde à vue et torturés. Le directeur de la Sûreté sera démis de ses fonctions, mais la région restera marquée par la violence de ces incidents,,.
En mai et juin 2011, sa pièce Pir Sultan Abdal, montée par le 'Théâtre Sadri Alışık', a effectué une tournée en Allemagne et en France[réf. souhaitée].

## Nouvelles
- Yenilgi (La Défaite), 1967
- Iğrıp (La Barque), 1977

## Livres pour enfants
- Fareler Cumhuriyeti (La République des souris), 1975
- Altın Saray (Le Palais doré), 1980
- Son Çağrı (L'Ultime Recours) 1981
- Avcı Kekliği (Permis de chasse), 1982
- Aliş İle Koşka (Aliche et Koshka), 2003

## Romans
- Toprak Acıkınca (Lorsque la terre a soif), 1968
- Acı Para (L'Argent amer), 1970
- Azap Ortakları (Les Compagnons de la souffrance), 1973
- İmparator (L'Empereur), 1973
- Kördüğüm (Le Nœud gordien), 1974
- Son Seçim (Le Dernier Choix), 1976
- Gözbağı (Les Œillères), 1976
- Doruktaki Öfke (Colères au sommet), 1977
- Kuzgunlar ve Leşler (Les Corneilles et les Cadavres), 1978
- Zor Oyunu (La Loi du plus fort), 1980
- Kilittaşı (La Clé de voûte), 1988
- Yitik Ülkü Cilt 1 (L'Idéal perdu Tome 1), 1995
- Yitik Ülkü Cilt 2 (L'Idéal perdu Tome 2)
- Yitik Ülkü Cilt 3 (L'Idéal perdu Tome 3)
- Arinna'nın Gölgesi (À l'ombre d'Arinna), 2000
- Sır Küpü (Puits de secrets), 2004
- Bade Harab (Le Vin aigri), 2010
- Hoca Efendi (Hodja Efendi), 2011

## Pièces de théâtre
- Pir Sultan Abdal, 1968
- Parti Pehlivan, 1973
- Meddah (Le Comédien), 1971
- Düş ve Gerçek (Le Rêve et la Réalité), 1972
- İzmir'in İçinde (À l'intérieur d'Izmir), 1973
- İpteki (Au bout du fil), 1973
- Lozan (Lausanne), 1973
- Çeliğe Su Vermek (Arroser la bouture), 1980
- Kadınlar Matinesi (La Matinée des femmes), - 1992
- Kongre (Le Congrès), 1995
- Kırat’ın Süvarisi, 1998
- Dağ Küreden Yer Küreye, 2007

## Essais
- Türk Gerilla Tarihi (Histoire de la guérilla turque), 1970
- Bal Tutanlar (Ceux qui tiennent le miel), 1976
- Aydınımız İnsanımız Devletimiz (Nos intellectuels, notre peuple, notre État), 1982
- Ordu ve Politika (L'Armée et la Politique), 1983
- O'na Katılmak (Y participer)

## Récits
- Günü Gününe (Au jour le jour), 1981
- Meclisler ve Partiler (Les Parlements et les Partis), 1990
- Yazko’nun Öyküsü (Histoire de Yazko, coopérative des écrivains et des éditeurs), 2007